# تربیشنیتسا
تربیشنیتسا (به انگلیسی: Trebišnjica) رودخانه‌ای است که در بوسنی و هرزگوین جریان دارد.